# Ernst-Deutsch-Theater

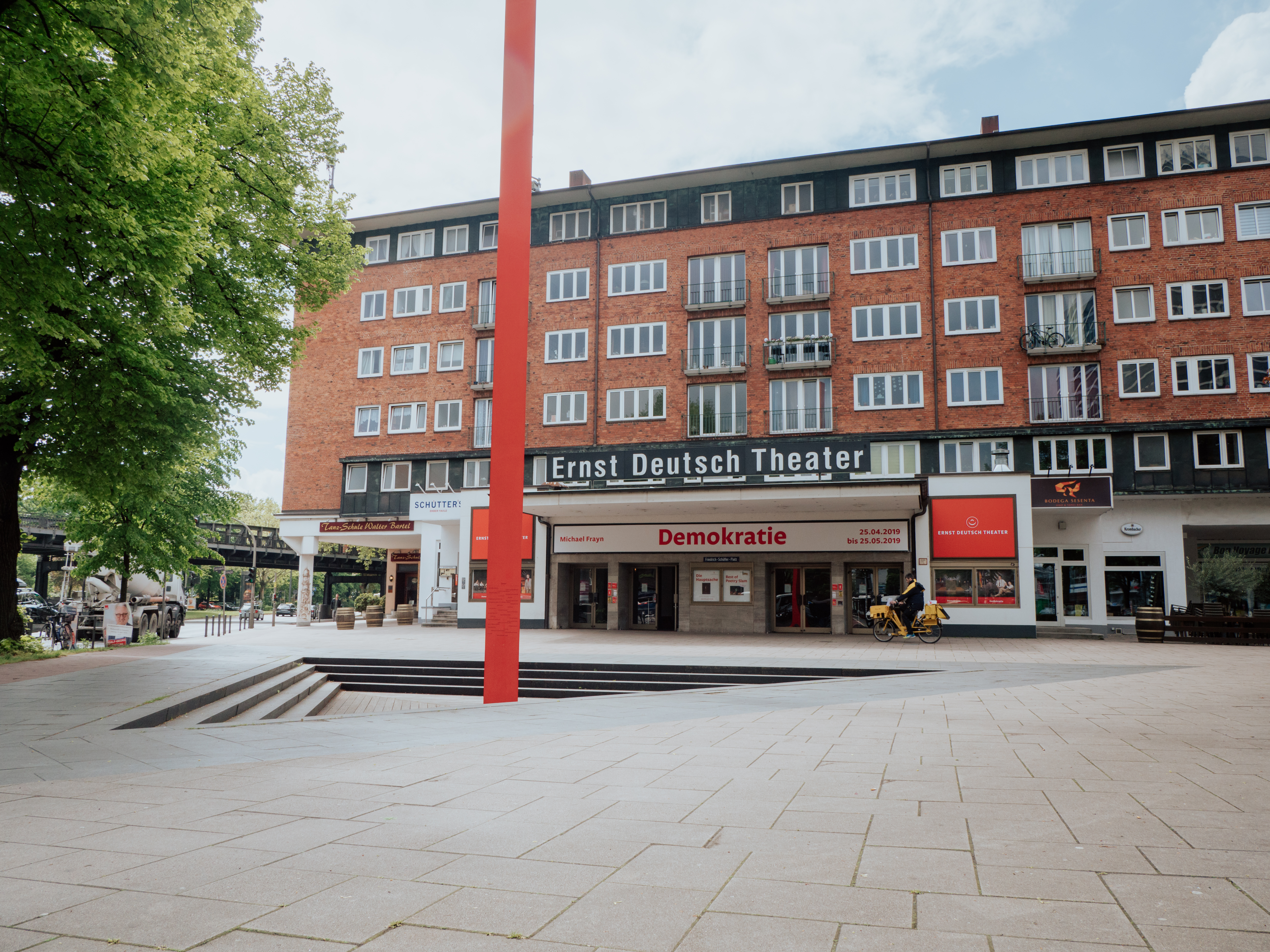
Ernst-Deutsch-Theater

Das Ernst-Deutsch-Theater (Eigenschreibweise ohne Bindestriche) in Hamburg ist Deutschlands größtes privates Sprechtheater mit über 200.000 Besuchern pro Spielzeit. Die Hauptbühne am Friedrich-Schütter-Platz an der Mundsburg verfügt über 743 Plätze. Das Theater hat eigene Werkstätten und beschäftigt etwa 120 Mitarbeiter, darunter 30 geringfügig Beschäftigte. An drei Spielorten finden pro Saison 400 Vorstellungen statt.

## Geschichte

### Junges Theater
Es wurde am 13. Oktober 1951 von den Schauspielern Friedrich Schütter und Wolfgang Borchert und einigen Gleichgesinnten gegründet – eine „Protestaktion“ junger engagierter Schauspieler gegen die Spielpläne der kurz nach Kriegsende wieder eröffneten Bühnen. Es ging darum, Nachwuchsschauspielern Chancen in Hamburgs Kulturlandschaft zu bieten und eine Bühne für zeitgenössische Dramatik zu schaffen. Erster Spielort war im British Information Center an den Großen Bleichen in der Hamburger Neustadt. Ein Jahr nach der Eröffnung ging es 1952 in die Neue Rabenstraße in Rotherbaum, danach 1956 in Räume an der Marschnerstraße in Barmbek-Süd und schließlich 1964 an den heutigen Standort, in das ehemalige UFA-Palast-Kino an der Mundsburg.

### Ernst-Deutsch-Theater
1973 wurde das Theater zu Ehren von Ernst Deutsch umbenannt. Der deutsche Schauspieler jüdischer Herkunft musste 1933 aus Deutschland emigrieren. Nach seiner Rückkehr aus den USA beeinflusste er das deutsche Nachkriegstheater durch seine Persönlichkeit und Schauspielkunst. Mit seiner Darstellung von Lessings Nathan hat er das Haus an der Mundsburg nachhaltig geprägt.
Friedrich Schütter, der als Intendant in vielen Stücken auch als Schauspieler oder Regisseur in Erscheinung trat, gelang es immer wieder, namhafte Gäste an sein Haus zu holen und zahlreiche weit über Hamburg hinaus beachtete Aufführungen zu realisieren. Nach Schütters Tod 1995 übernahm Isabella Vértes-Schütter die künstlerische Leitung und hat das Theater modernisiert und geöffnet. 2003 wurde die Jugendsparte-Plattform gegründet.
Vértes-Schütters Intendanz wurde von 2004 bis 2006 unterbrochen (Volker Lechtenbrink übernahm die Intendanz), da Vértes-Schütter im Hamburger Bürgerschaftswahlkampf im Kompetenzteam von Thomas Mirow vertreten war.
Nach ihrer Rückkehr an das Theater hat Vértes-Schütter die Programmvielfalt kontinuierlich weiterentwickelt. 2008 konnte eine zusätzliche Spielstätte für die Jugendsparte eröffnet werden: die „plattform“-Bühne. Darüber hinaus gibt es seit 2015 ein neu gestaltetes Foyer mit einer Studiobühne für literarisch-musikalische Programme.

## Programm, Projekte, Kooperationen
Das Ernst-Deutsch-Theater will mit seinem Spielplan, der alle Schauspielgenres umfasst, die Auseinandersetzung mit Vergangenheit, Gegenwart und Zukunft in spannender dramatischer Form ermöglichen. Angeboten werden Werke der Klassik und der Moderne, aktuelle Zeitstücke sowie Kinder- und Jugendtheater. Darüber hinaus wird eine große Vielfalt von Extra-Veranstaltungen präsentiert, u. a. Poetry Slam, Bundesjugendballett, Bertini-Preis. Programmatisch setzt das Theater auf Kultur- und Kunstfreiheit, Programmvielfalt, demokratische Prinzipien und interkulturellen Austausch.

### „plattform“ – Die Jugendsparte
2003 wurde die Jugendsparte „plattform“ gegründet. plattform ist ein Ort der Auseinandersetzung zwischen Jugendlichen und Kunstschaffenden, zwischen Theater und Jugendkultur. Es geht darum, voneinander zu lernen, in der Theorie wie in der Praxis. plattform sieht es nicht nur als Aufgabe, Jugendliche mittels Theatervorstellungen an das Medium heranzuführen, sondern möchte sie vor allem in ihrer eigenen Kreativität fördern, zur Eigenbeteiligung anhalten und lebhaft in einen gesellschaftlich-kulturellen Diskurs einbinden. In verschiedenen Jugendclubs sind Jugendliche ab einem Alter von 12 Jahren aktiv, hier probieren sie sich aus, wachsen über sich hinaus und stehen selbst im Rampenlicht. Seit 2003 findet jährlich das plattform-Festival statt, bei dem über 250 Jugendliche beteiligt sind. Im Jahr 2020 wurde dem plattform-Festival der Barbara Kisseler Theaterpreis zuerkannt.

### Bundesjugendballett
In Kooperation mit der Hamburgischen Staatsoper probt und inszeniert am Ernst-Deutsch-Theater unter der Intendanz von John Neumeier das Bundesjugendballett. Dessen künstlerischer und pädagogischer Leiter Kevin Haigen nahm im Oktober 2019 den Theaterpreis Hamburg – Rolf Mares für die Inszenierung Bundesjugendballett trifft Shakespeare entgegen. Die Jury bescheinigte der Inszenierung eine Sprengung der "Vorstellung hehrer Tanzkunst".

#### Inszenierungen am Ernst-Deutsch-Theater
- 2021 John’s – BJB – Bach[11]
- 2022 Die Unsichtbaren[12]
- 2024 Im Aufschwung XVI[13]
- 2025 Shall we dance?[14]

## Intendanten
...–1995 Friedrich Schütter
1995–2004: Isabella Vértes-Schütter
2004–2006: Volker Lechtenbrink
seit 2006: Isabella Vértes-Schütter

## Barrierefreiheit
Der Theatersaal verfügt über zwei Rollstuhlplätze. Für Menschen mit und ohne Hörgerät bietet das Theater individuelle Hörunterstützung an. Außerdem verfügt der Theatersaal über eine Streaming-Technologie. Regelmäßig werden Aufführungen und Stückeinführungen mit Gebärdensprachdolmetschern angeboten. Zu ausgewählten Terminen bietet das Theater Vorstellungen mit Audiodeskription an. Die Termine sind in den Spielplänen markiert.

## Ehrungen

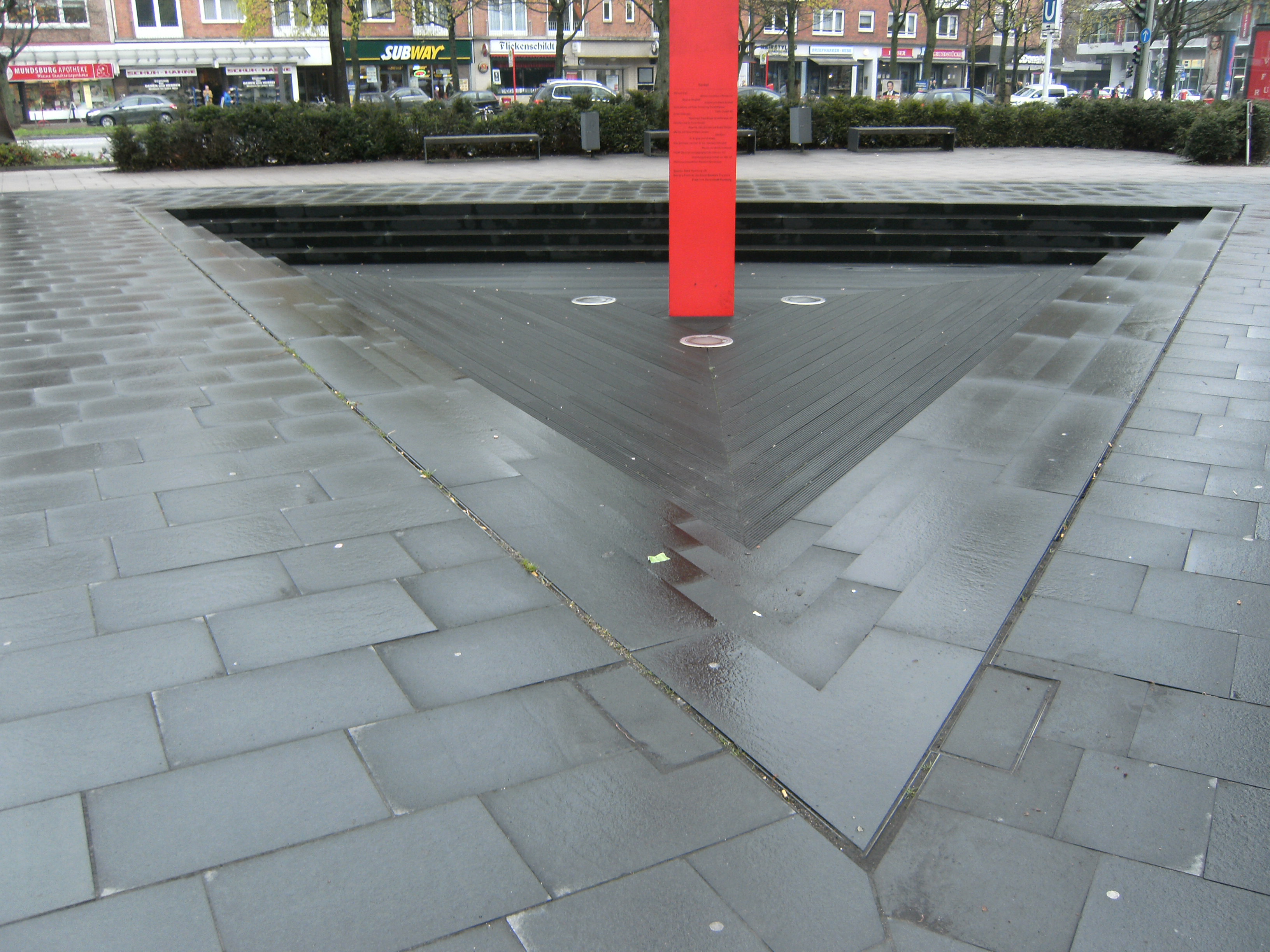
Detail des Kunstwerks mit der roten Säule und dem Dreieck als Basis

2003: Pegasus-Preis
2008: Kinder- und Jugendkulturpreis
2009: Nationaler Förderpreis „Theater bewegt“
2011: Pegasus-Preis
2013: Senator-Neumann-Preis
2013: Rudolf-Stilcken-Preis (nominiert)
2014: Heinz-G. Vogel – Jugendpreis
2015: Wegbereiter der Inklusion
2006, 2007, 2009–2016, 2018, 2019: Theaterpreis Hamburg – Rolf Mares
2023: Kampf der Künste-Award
2003 und 2011 erhielt das Ernst-Deutsch-Theater den Pegasus-Preis, mit dem seit 1999 in jedem Jahr ein Hamburger Privattheater ausgezeichnet wird.

## Umgebung des Theaters
2001 wurde der Vorplatz des Theaters zum Andenken an den Mitbegründer Friedrich-Schütter-Platz benannt. Kennzeichen in der Mitte des Platzes ist die 18 Meter hohe rote Stele. Der Platz wurde vom Designer Peter Schmidt gestaltet und 2009 eingeweiht.